# سرزمین نود

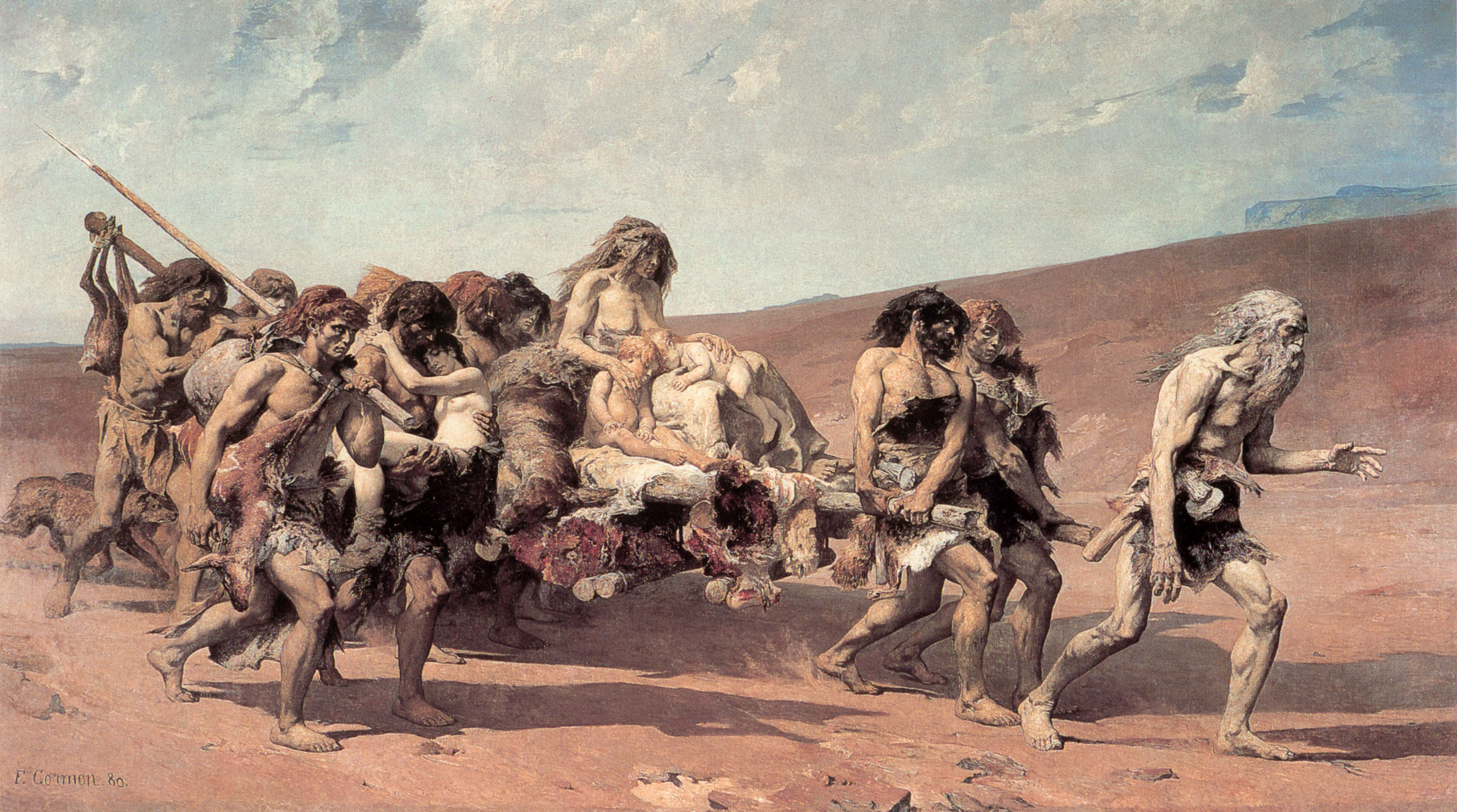
Cain fleeing before Jehovah's Curse, by Fernand-Anne Piestre Cormon, c. 1880

سرزمین ناد، (عبری: eretz-Nod‌، ארץ נוד) نام مکانی است در بخش سفر پیدایش کتاب مقدس که در شرق عدن واقع شده است و قابیل پس از کشتن برادرش، هابیل تصمیم گرفت که به آنجا بگریزد.
واژه «نود» (عبری: נוד)، ریشه فعل «سرگردان بودن» (عبری: לנדוד) است.